# Dwight Harken
Dwight Emary Harken (ur. 5 czerwca 1910 w Osceola, Iowa, zm. 27 sierpnia 1993 w Cambridge, Massachusetts) – amerykański chirurg i kardiochirurg. Był innowatorem w kardiochirurgii i wprowadził koncepcję oddziału intensywnej terapii.

## Życiorys
Dwight Harken pochodził z małego miasteczka Osceola, w którym jego ojciec był lekarzem rodzinnym. Uzyskał tytuł licencjata i stopnie medyczne na Uniwersytecie Harvarda. Pracując w szpitalu Bellevue w Nowym Jorku, otrzymał w 1939 stypendium do szpitala Royal Brompton Hospital w Londynie dla zdobycia doświadczenia w torakochirurgii u boku Tudora Edwardsa.
Podczas II wojny światowej Harken służył w korpusie medycznym armii amerykańskiej w Londynie jako chirurg. Znalazł sposób na bezpieczne usunięcie odłamków z serca, nacinając ścianę bijącego serca, a następnie wkładając palec, aby zlokalizować i usunąć odłamek. Dzięki tej metodzie stał się pierwszą osobą, której udało się powtórzyć operację serca po usunięciu odłamków z serc 134 żołnierzy podczas II wojny światowej bez ani jednej ofiary śmiertelnej.
W 1948 Harken skorygował zwężenie zastawki mitralnej poszerzając zwężenie palcem wprowadzonym do serca przez mały otwór w uszku lewego przedsionka. Technika ta stała się znana jako operacja na ślepo lub operacja na zamkniętym sercu. Początkowo większość pacjentów umierała, jednak w miarę udoskonalania metody śmiertelność spadła z 14% na 0,6% po 500 operacjach i stała się akceptowalna. Metoda poszerzania zwężonej zastawki na mitralnej bez użycia krążenia pozaustrojowego była stosowana przez wielu chirurgów na całym świecie, np. Charles Dubost, czy Jan Moll.
Harken został profesorem chirurgii na uniwersytecie Harvarda i szefem Kliniki torakochirurgii tamtejszego uniwersytetu, którą funkcję pełnił przez 22 lata. Koncepcja oddziału intensywnej terapii kliniki Harkena została przyjęta na całym świecie i zwiększyła szanse pacjentów na przeżycie. W 1951 otworzył pierwszy oddział intensywnej terapii. W latach 60. XX wieku opracował pierwsze urządzenie do kontrapulsacji wspomagające pracę serca. Wszczepiał także sztuczne zastawki aortalne i mitralne własnej konstrukcji. Był pionierem w dziedzinie zabiegów chirurgicznych służących do operacji serca, między innymi dokonywał pierwszych wszczepień sztucznych rozruszników serca.
Harken był jednym z pierwszych i najbardziej zagorzałych przeciwników palenia. Zmarł w sierpniu 1993 w Cambridge w stanie Massachusetts, gdzie spędził większość swojego życia.